# Éric Joris
Pour les articles homonymes, voir Joris.
Éric Joris, né le 7 juillet 1955 à Anvers (province d'Anvers), est un artiste multidisciplinaire et dessinateur de bande dessinée belge néerlandophone.

## Biographie
Éric Joris naît le 7 juillet 1955 à Anvers. Il étudie le cinéma, les beaux-arts, l'économie, la langue allemande et française et le design industriel à Anvers, Paris, Cambridge et Tokyo. Joris est l'auteur de la série de bande dessinée Chelsy, scénarisée par Jean Dufaux et publiée en deux volumes dans la collection « saga » aux éditions Glénat en 1990 et 1992. Ces deux ouvrages lui valent d'être récipiendaire du prix du talent graphique décerné par la guilde des experts indépendants de bande dessinée belge et le centre flamand de la bande dessinée en 1992. L'année suivante, il remporte le prix flamand de la bande dessinée l'Adhémar de bronze et la même année, il rend hommage à Marc Sleen dans l'ouvrage Marc Sleen. Een uitgave van de Bronzen Adhemar Stichting. Sa bande dessinée Les Cuisiniers dangereux est créée en collaboration avec les romanciers belges Herman Brusselmans et Tom Lanoye, ainsi qu'avec les réalisateurs Dominique Deruddere, Eric de Kuyper et Josse De Pauw en 1995,. Ils ont écrit quelques courts récits autour du vague concept de cuisiniers dangereux, qui fait référence à un célèbre tableau de James Ensor. Joris adapte les scénarios des auteurs en une courte bande dessinée, publiée en supplément dans le magazine Knack.
Éric Joris expérimente très tôt les médias numériques et internet et il participe à des projets en ligne comme Kaufhaus Inferno, pour lequel il collabore avec Paul Mennes. Depuis 2000, il se concentre sur l'art scénique et l'utilisation novatrice du multimédia. Il fonde le collectif Crew, qui opère à la frontière entre la science et l'art.
En 2019, Éric Joris le pionnier de la fusion entre arts et technologies et maître de la réalité virtuelle, propose avec la plasticienne Meryem Bayram une randonnée futuriste entre art, science et technologie, dans le cadre du festival Impact,.

### Vie privée
Éric Joris vit à Molenbeek-Saint-Jean dans la région bruxelloise en 2019.

## Œuvres

### Albums de bande dessinée

#### Chelsey
- 1. Tuez-les tous, Dieu reconnaîtra les siens, Glénat, coll. « Saga », Grenoble, septembre 1990
Scénario : Jean Dufaux - Dessin : Éric Joris - Couleurs : Jean-Jacques Chagnaud -  (ISBN 2-7234-1171-0)
- 2. Natures... mortes !, Glénat, coll. « Saga », Grenoble, janvier 1992
Scénario : Jean Dufaux - Dessin : Éric Joris - Couleurs : Jean-Jacques Chagnaud -  (ISBN 2-7234-1406-X).

### Théâtre
- 2008 : O_Rex[9] ,[10] d'après Jean Cocteau mise en scène Éric Joris, conception Éric Joris
- 2011 : Terra nova[11],[10] de Peter Verhelst conception Éric Joris
- 2015 : Absence[10] mise en scène Peter Verhelst, conception Éric Joris.
- 2017 : C.a.p.e Kit[10] mise en scène Chantalla Pleiter, conception Éric Joris.

## Prix et distinctions
- 1992 :  prix du talent graphique décerné par la guilde des experts indépendants de bande dessinée belge et le centre flamand de la bande dessinée[5] pour Chelsy t. 1 et t. 2 ;
- 1993 : Adhémar de bronze[1].

#### Périodiques
- Benoît Houbart, « Eric Joris », Rêve-en-Bulles, A.D.A.C.B.D., no 14,‎ novembre 1996, p. 33-38.

### Podcasts
- Interview Eric Joris émission Eclectrique présentée par Romain Pierre Giergen, sur 48FM via Mixcloud, 2019, (51 min 39 s).

### Vidéographie
- [vidéo] « 03.05 - Performance artistique en VR : quel public, quels financements ? - Eric Joris - SACD », sur YouTube